# Салганська сільська рада
Салга́нська сільська́ ра́да — колишня адміністративно-територіальна одиниця та орган місцевого самоврядування в Білгород-Дністровському районі Одеської області. Адміністративний центр — село Салгани.

## Загальні відомості
Салганська сільська рада утворена в 1965 році.
- Територія ради: 40,96 км²
- Населення ради: 1 629 осіб (станом на 2001 рік)
- Водоймища на території, підпорядкованій даній раді: Дністровський лиман

## Населені пункти
Сільській раді підпорядковані населені пункти:
- с. Салгани
- с. Абрикосове
- с. Привітне

## Населення
За переписом населення 2001 року в сільській раді мешкало 1627 осіб.

### Мова
Розподіл населення за рідною мовою за даними перепису 2001 року:
| Мова       | Відсоток |
| ---------- | -------- |
| українська | 76,37 %  |
| російська  | 18,85 %  |
| болгарська | 1,9 %    |
| молдовська | 1,29 %   |
| циганська  | 0,74 %   |
| білоруська | 0,49 %   |
| гагаузька  | 0,18 %   |
| вірменська | 0,12 %   |

## Склад ради
Рада складається з 16 депутатів та голови.
- Голова ради:
- Секретар ради: Боровицька Лариса Вікторівна

### Керівний склад попередніх скликань
| Прізвище, ім'я, по батькові | Основні відомості                                    | Дата обрання | Дата звільнення |
| --------------------------- | ---------------------------------------------------- | ------------ | --------------- |
| Древаль Василь Васильович   | Сільський голова, 1955 року народження, безпартійний | 26.03.2006   | 31.10.2010      |

Примітка: таблиця складена за даними сайту Верховної Ради України

### Депутати
За результатами місцевих виборів 2010 року депутатами ради стали:

#### За суб'єктами висування
| Суб'єкт висування                                       | Кількість обраних депутатів | %    |
| ------------------------------------------------------- | --------------------------- | ---- |
| Партія регіонів                                         | 9                           | 56,3 |
| Самовисування                                           | 6                           | 37,5 |
| Політична партія Всеукраїнське об'єднання «Батьківщина» | 1                           | 6,3  |

#### За округами
| № округу                                                | Прізвище, ім'я, по батькові     | Дата визнання обраним | Освіта             | Партійна приналежність                        | Відомості про обраного депутата                      |
| ------------------------------------------------------- | ------------------------------- | --------------------- | ------------------ | --------------------------------------------- | ---------------------------------------------------- |
| Партія регіонів                                         |                                 |                       |                    |                                               |                                                      |
| 2                                                       | Шаталов Олесандр Анатолійович   | 02.11.2010            | середня спеціальна | член Партії регіонів                          | компанія «Coca-Cola», торговий агент                 |
| 4                                                       | Боровицька Лариса Вікторівна    | 02.11.2010            | вища               | член Партії регіонів                          | Салганська сільська рада, секретар                   |
| 6                                                       | Ведута Василь Савович           | 02.11.2010            | середня            | член Партії регіонів                          | ВАТ «ЄЗЯБІІ», начальник господарського відділу       |
| 9                                                       | Виходцев Пантелій Парфирович    | 02.11.2010            | середня спеціальна | член Партії регіонів                          | Салганська загальноосвітня школа І-ІІ ст., завгосп   |
| 10                                                      | Фаб'як Валентина Василівна      | 02.11.2010            | середня            | член Партії регіонів                          | пенсіонер                                            |
| 12                                                      | Голубенко Дмитро Миколайович    | 02.11.2010            | вища               | позапартійний                                 | пенсіонер                                            |
| 13                                                      | Попа Борис Анатолійович         | 02.11.2010            | середня спеціальна | член Партії регіонів                          | ПП «Бені», слюсар                                    |
| 15                                                      | Кравченко Галина Аурелівна      | 02.11.2010            | середня спеціальна | член Партії регіонів                          | пенсіонер                                            |
| 16                                                      | Шишман Любов Григорівна         | 02.11.2010            | середня спеціальна | член Партії регіонів                          | ДП оздоровчий спортивний табір «Медик», кухар        |
| Політична партія Всеукраїнське об'єднання «Батьківщина» |                                 |                       |                    |                                               |                                                      |
| 5                                                       | Юрченко Лариса Василівна        | 02.11.2010            | вища               | член Всеукраїнського об'єднання «Батьківщина» | приватний підприємець                                |
| Самовисування                                           |                                 |                       |                    |                                               |                                                      |
| 1                                                       | Варлан Євген Вікторович         | 02.11.2010            | середня            | позапартійний                                 | приватний підприємець                                |
| 3                                                       | Гальвіта Галина Петрівна        | 02.11.2010            | середня спеціальна | позапартійна                                  | приватний підприємець                                |
| 7                                                       | Височанська Валентина Федорівна | 02.11.2010            | вища               | позапартійна                                  | Білгород-Дністровський філіал ДПТНЗОВПУТГХ, викладач |
| 8                                                       | Ткаченко Надія Василівна        | 02.11.2010            | середня            | позапартійна                                  | магазин «Стінол», прибиральниця                      |
| 11                                                      | Молчанова Олександр Іванович    | 02.11.2010            | середня спеціальна | позапартійний                                 | приватний підприємець                                |
| 14                                                      | Груба Тетяна Вікторівна         | 02.11.2010            | вища               | позапартійна                                  | тимчасово не працює                                  |